# Шляхтуров, Пётр Петрович
Пётр Петрович Шляхтуров (19 марта [1 апреля] 1911, Моисеево, Саратовская губерния — 3 мая 1960, Баку) — участник Великой Отечественной войны. Наводчик батареи 120-миллиметровых миномётов 1281-го стрелкового ордена Александра Невского полка 60-й стрелковой дивизии младший сержант. Герой Советского Союза (1945).

## Биография
Пётр Петрович Шляхтуров родился 19 марта (1 апреля) 1911 года в селе Моисеево Камышинского уезда Саратовской губернии (ныне село Жирновского района Волгоградской области) в крестьянской семье. Русский. Окончил 4 класса начальной школы. В 1931 году Пётр Петрович переехал в город Баку Азербайджанской ССР. Работал на нефтепромыслах в посёлках Мухтарова (ныне пригород города Баку), Сабунчи и Балаханы.
В ряды Рабоче-крестьянской Красной Армии П. П. Шляхтуров вступил добровольцем 22 июня 1941 года. Воевал на Западном (с 22.06.41 по 01.02.1942), Центральном (с 01.02.1942 по 20.10.1943), Белорусском (с 20.10.1943 по 24.02.1944) и 1-м Белорусском фронтах (с 24.02.1944). Особо отличился в ходе Висло-Одерской операции.
16 января 1945 года наводчик батареи 120-миллиметрового миномётов 1281-го стрелкового полка 60-й стрелковой дивизии 47-й армии 1-го Белорусского фронта младший сержант П. П. Шляхтуров в числе первых форсировал реку Вислу в районе города Новы-Двур-Мазовецки и огнём из миномёта поддерживал наступающие стрелковые подразделения, подавив 3 огневые точки и уничтожив до 35 военнослужащих вермахта. Когда на батарее закончились мины, лично с одним бойцом из своего расчёта под артиллерийским огнём отправился за боеприпасами. Возвращаясь с пункта боепитания, Шляхтуров вступил в бой с тремя организовавшими засаду немецкими солдатами и уничтожил их, после чего благополучно достиг своего расчёта и продолжил выполнение боевой задачи.
24 марта 1945 года указом Президиума Верховного Совета СССР младшему сержанту Шляхтурову Петру Петровичу было присвоено звание Героя Советского Союза.
В последние дни войны Пётр Петрович был отозван с фронта и командирован в Москву, где 24 июня 1945 года принял участие в Параде Победы на Красной площади. После демобилизации в 1945 году вернулся в Баку. Работал ревизором на железной дороге, затем кузнецом на военном заводе № 102. 3 мая 1960 года Пётр Петрович скончался. Похоронен в городе Баку Азербайджанской Республики, на кладбище посёлка Сабунчи.

## Награды

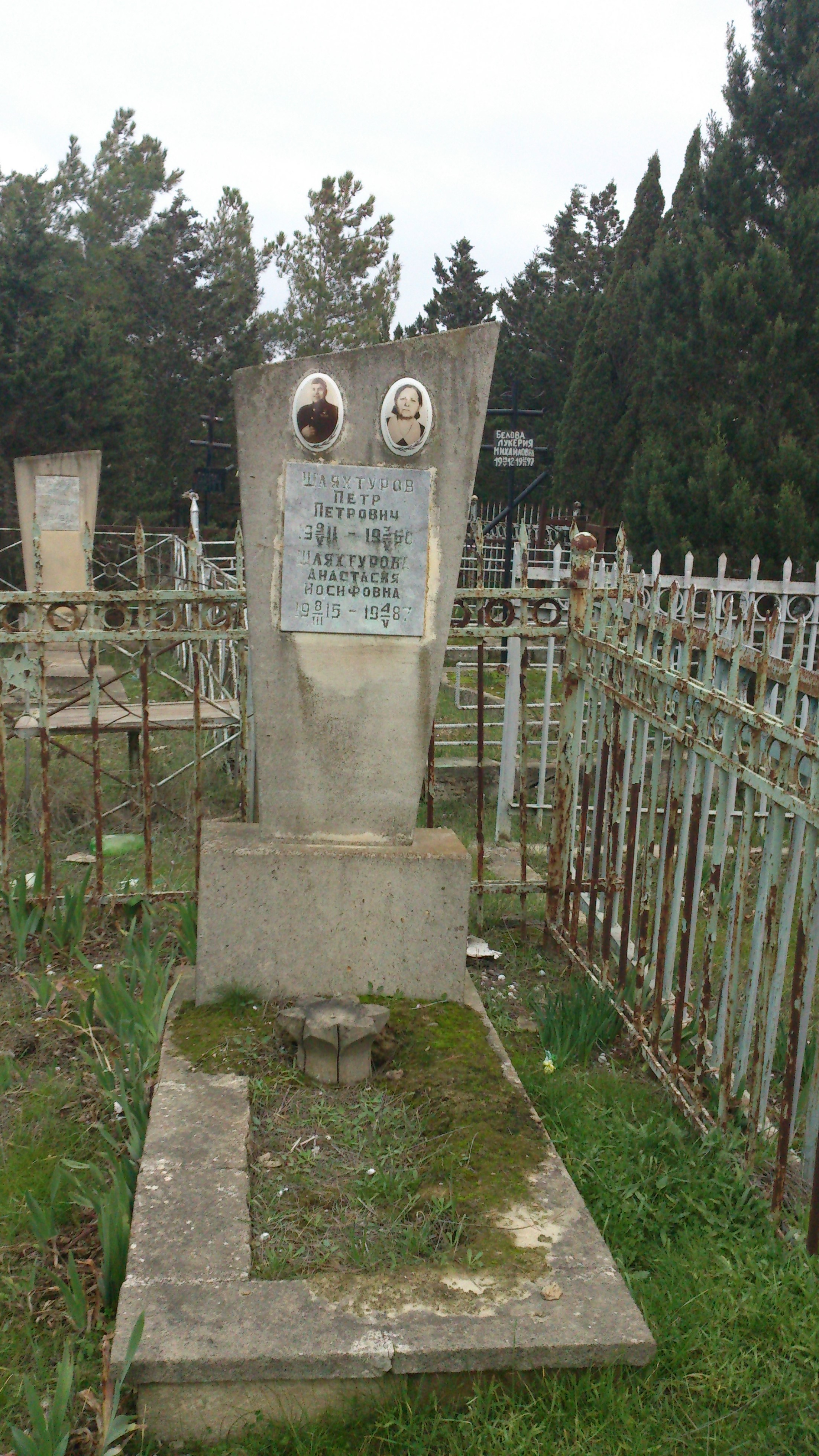
Могила П. П. Шляхтурова на Сабунчинском кладбище

- Медаль «Золотая Звезда» (24.03.1945);
- орден Ленина (24.03.1945);
- медали, в том числе:
  - медаль «За отвагу» (01.10.1944);
  - медаль «За боевые заслуги» (22.06.1944).

## Память
- Именем Героя Советского Союза П. П. Шляхтурова назван переулок в посёлке Красный Яр Жирновского района Волгоградской области.

## Документы
- Общедоступный электронный банк документов «Подвиг Народа в Великой Отечественной войне 1941—1945 гг.» Дата обращения: 4 июня 2012. Архивировано из оригинала 5 июня 2012 года.

Комплект наградных документов к званию Герой Советского Союза. Дата обращения: 4 июня 2012. Архивировано из оригинала 4 марта 2016 года.
Приказ о награждении медалью «За отвагу». Дата обращения: 4 июня 2012. Архивировано из оригинала 6 октября 2016 года.
Приказ о награждении медалью «За боевые заслуги». Дата обращения: 4 июня 2012. Архивировано из оригинала 4 марта 2016 года.